# Cours-les-Bains
Cours-les-Bains is een gemeente in het Franse departement Gironde (regio Nouvelle-Aquitaine) en telt 157 inwoners (1999). De plaats maakt deel uit van het arrondissement Langon.

## Geografie
De oppervlakte van Cours-les-Bains bedraagt 10,6 km², de bevolkingsdichtheid is 14,8 inwoners per km².
De onderstaande kaart toont de ligging van Cours-les-Bains met de belangrijkste infrastructuur en aangrenzende gemeenten.

## Demografie
Onderstaande figuur toont het verloop van het inwonertal (bron: INSEE-tellingen).